# Radio Muhabura
Radio Muhabura fue una emisora de radio del Frente Patriótico Ruandés creada en 1991 y que operó desde Uganda durante la Guerra civil ruandesa. Fue la primera alternativa a Radio Rwanda, y transmitía a todo el país excepto al sur de Ruanda a mediados de 1992. La radio promovía la resistencia armada al gobierno "extremista" ruandés de Juvénal Habyarimana. 

## Historia
En una emisión de octubre de 1992 afirmó que las milicias del partido gubernamental habían "ideado trampas para exterminar a los jóvenes".  Ya en enero de 1993, meses antes de que la Radio Télévision Libre des Mille Collines saliera al aire, la emisora acusó al gobierno ruandés de genocidio. Negó sistemáticamente la implicación del FPR en las matanzas de civiles, y promovió la oposición al "poder hutu" y al gobierno de Habyarimana, además de promover la deserción de los militares del ejército.
Habitualmente hablaba del regreso de la diáspora ruandesa y de la creación de un nuevo gobierno.
Aunque la Radio Télévision Libre des Mille Collines (que se convirtió en un instrumento incitador del genocidio ruandés de 1994) era muy escuchada, Radio Mubahura tenía una audiencia mucho menor, probablemente porque emitía en inglés en lugar de kiñaruanda, y su contribución a la guerra civil ruandesa no es tan discutida.
La existencia de Radio Muhabura estuvo citado como parte de la defensa en la prueba de Ferdinand Nahimana en el Tribunal Penal Internacional para Ruanda.